# Rotterdam Handbal
Feyenoord Handbal is een handbalclub uit het Zuid-Hollandse Rotterdam, die tot 2019 bekend stond als ARBO Rotterdam HANDBAL, een combinatie van RHV Snelwiek en HARO Rotterdam.

## Geschiedenis

### Beginjaren
Op 18 mei 2018 maakte Feyenoord, de voetbalclub van de stad Rotterdam bekend dat ze gingen samenwerken met de lokale basketbal-, hockey-, zaalvoetbal- en handbalvereniging om de maatschappelijke bijdrage te kunnen vergroten naar meer sporten. Op deze manier hopen de verenigingen dat er meer kinderen op Rotterdam-Zuid gaan sporten. In eerste instantie werd er een intentieverklaring getekend om alleen het eerste mannenteam onder de vlag van Feyenoord te laten spelen. Op 12 april 2019 werd bekend dat Snelwiek en HARO al haar teams vanaf seizoen 2019/2020 onder de naam Feyenoord Handbal in de competitie zal laten spelen.
Het eerste herenteam van Feyenoord speelde in het eerste seizoen onder de naam van Feyenoord in de eerste divisie en behaalde zevende plaats. Door het de coronacrisis in Nederland werd het seizoen niet officieel verklaard en konden clubs aangeven voor een eventuele promotie/degradatie. Het NHV heeft toen aangeven dat Feyenoord mag promoveren naar de eredivisie. Ook het eerste damesteam van Feyenoord promoveerde naar de hoofdklasse. Bij de heren in het eerste seizoen werd de competitie na drie wedstrijden al stil gelegd, door het coronavirus. In Mei 2020 heeft het NHV een alternatieve competitie voor teams uit alle divisie. Doordat Feyenoord in de eredivisie speelde mochten ze in de eerste regioklasse spelen met andere teams de eredivisie. Hier is Feyenoord niet ingegaan en heeft zich ingeschreven in de tweede regioklasse. In verband met de kosten die mee brengen. Het seizoen 2021-22 was het eerste volledige seizoen van Feyenoord Handbal in de eredivisie. Feyenoord eindigde op de voorlaatste plaats en dit was net genoeg voor handhaving. Het bleef V&L uit Geleen 2 punten voor, waardoor de club in de eredivisie bleef. Ook in het seizoen 2022-23 handhaafde Feyenoord zich in de eredivisie. De elfde plaats was de hoogste klassering van Feyenoord in de eredivisie.

## Resultaten

### Heren
- 2020 7e
Eerste divisie
- 2021
Eredivisie
- 2022 15e
Eredivisie
- 2023 11e
Eredivisie
- 2024 11e
Eredivisie

- Eredivisie
- Eerste divisie

### Dames
- 2020 2e
Eerste klasse
- 2021
Hoofdklasse E
- 2022 10e
Hoofdklasse E
- 2022 7e
Hoofdklasse D

- Hoofdklasse
- Eerste klasse